# Ceramica Loretz
La ditta, fondata nel 1896 con la denominazione C., G. Loretz & C. era una piccola impresa familiare; infatti le due lettere nella ragione sociale si riferiscono ai due proprietari Carlo (Lodi, 1841 – Milano, 1903) e suo figlio Giano (Milano, 1869 – 1918). 
La piccola fabbrica, con tre operai, era in Milano, in via Molino delle Armi e fu attiva per un solo decennio, cessando l’attività nel 1906.
La manifattura Loretz si distinse per la sua speciale produzione di ceramica ingobbiata e graffita, riproposta sulla base di antichi modelli, soprattutto del XV e XVI secolo e che riscosse notevole successo tra la clientela di fine secolo.
L'effetto di “esotica semplicità” suggerito dagli oggetti era particolarmente apprezzato dalla sofisticata clientela di quel tempo, che ne commissionava sia in serie di piatti decorati per l’uso quotidiano sia per arredi come piatti da parata.
La qualità elevata delle ceramiche, presentate all’Esposizione generale italiana di Torino del 1898 e all’Esposizione universale di Parigi del 1900, permise di conquistare rispettivamente la medaglia d’oro e quella d’argento. Fu tuttavia un successo di breve durata, perché con il nuovo secolo e con l’avvento del Modernismo gli organizzatori delle successive esposizioni preclusero la partecipazione a chi produceva oggetti d’imitazione. 
Giano decise di rinnovare la produzione adeguandola al nuovo gusto liberty, ma un incendio produsse danni talmente gravi da determinare la cessazione della produzione.
Gli oggetti di questa manifattura in genere recano un marchio graffito che può essere una semplice L oppure la dicitura Loretz Milano, a volta seguita dall'anno di produzione.